# Зальм (приток Мозеля)
Зальм (нем. Salm) — река в Германии, протекает по земле Рейнланд-Пфальц. Длина реки — 64 км. Впадает в Мозель у деревни Клюссерат.
Децим Магн Авсоний упоминает Зальм в своем сочинении о плавании по Мозелю «Мозелла», написанном около 371 года.